# Lista de programas exibidos na Maratona Infantil da TV Cultura
Esta é uma lista de programas exibidos na Maratona Infantil, faixa de programação exibida na TV Cultura

## 2009
- 11/01 - Cocoricó
- 18/01 - Arthur
- 25/01 - Cyberchase A Corrida do Espaço
- 01/02 - Os Camundongos Aventureiros
- 08/02 - Os Sete Monstrinhos
- 15/02 - Jim no Mundo da Lua
- 22/02 - Pinky Dinky Doo
- 01/03 - Não Houve Exibição - Você TV
- 08/03 - Os Amigos da Miss Spider
- 15/03 - Zoboomafoo
- 22/03 - As Aventuras de Babar
- 29/03 - Tudo sobre Animais
- 05/04 - O Pequeno George - Última maratona!

## 2010
- 30/01 - Anima TV

### Sites
- Cocoricó na TV Cultura
- Arthur na TV Cultura
- Os Amigos da Miss Spider
- Amima TV